# Sidônio Trindade Gonçalves
Sidônio Trindade Gonçalves (* 26. April 1947 in Alvarães, Bundesstaat Amazonas) ist ein brasilianischer Kommunalpolitiker.

## Werdegang
Gonçalves ist Mitglied des Partido Humanista da Solidariedade. 2004 wurde er zum Präfekten der Stadt Tefé (Amazonas) gewählt und 2008 im Amt bestätigt. Seine Amtszeit endete am 31. Dezember 2012.